# Carotenoid
Carotenoid là một dạng sắc tố hữu cơ có tự nhiên trong thực vật và các loài sinh vật quang hợp khác như là tảo, một vài loài nấm và một vài loài vi khuẩn. Hiện nay người ta đã tìm được 600 loại carotenoid, sắp xếp theo hai nhóm, xanthophylls và carotene.
Khác với cây cỏ, con người không thể tự tổng hợp ra carotenoid mà sử dụng carotenoid từ việc ăn thực vật nhằm bảo vệ bản thân mình. Carotenoid giúp chống lại các tác nhân oxy hóa từ bên ngoài. 
Thiên nhiên có đến khoảng 600 loại carotenoid khác nhau, trong đó có 50 loại carotenoid hiện diện trong thực phẩm. Thế nhưng trong máu của người có khoảng 15 loại được tìm thấy và chúng đang được chứng minh là đóng vai trò quan trọng đối với đời sống con người.
Carotenoid không phải là tên riêng của một chất nào mà là tên của một nhóm các hợp chất có công thức cấu tạo tương tự nhau và tác dụng bảo vệ cơ thể cũng tương tự nhau. Carotenoid khá quen thuộc với chúng ta là bêta-caroten hay còn gọi là tiền chất của vitamin A. Trong mấy năm gần đây người ta còn nói nhiều đến các carotenoid khác như lycopen, lutein và zeaxanthin.

## Phân loại
Dựa vào phần cấu tạo, chia làm hai loại. Loại chỉ chứa C, H như alpha carotene, beta carotene, lycopene. Loại có chứa nhóm chức có mặt O như lutein, xanthophyll.Trong đó, beta carotene là loại quan trọng nhất. Beta carotene có màu vàng. Có nhiều trong cà rốt, bí đỏ, xoài, và các loại rau màu xanh đậm. Khi hấp thu vào cơ thể, beta carotene chuyển hóa thành vitamin A. Beta carotene là chất chống oxy hóa mạnh, ngăn chặn tế bào ung thư, chống sự hình thành cục máu đông trong thành mạch máu. Sau khi chuyển thành vitamin A có tác dụng bảo vệ niêm mạc mắt, tăng cường miễn dịch cơ thể.